# نيبو (مدينة توراتية)
نيبو ((بالعبرية: נבו‏) تسمى أيضًا نابو، نيباي، نوباي) هي اسم بلدة ذكرت في عدة مواضع في الكتاب المقدس العبري (أو العهد القديم للمسيحية).  استخدم الاسم للإشارة إلى مدينتين تقع الأولى في المنطقة المخصصة لسبط رأوبين، والأخرى في منطقة سبط يهوذا.
ذكرت المدينة الواقعة في منطقة سبط رأوبين في سفر العدد في الإصحاح 32،  وموقعها هو بين سبمة وبعون، (اختصار لبعل معون). ذكرت مرة أخرى وفي نفس الإصحاح الآية 38 بأنها تقع بين كاريتايم وبعل معون، ووجدت مرتبطة بنفس الأماكن على مسلة ميشع (السطر 14). وهذه الدلائل وغيرها تدل على أن البلدة كانت تقع بجوار جبل نيبو؛ وموقعها الدقيق معروف اليوم بخربة المخيط.
كانت المدينة تابعة للمراعي الغنية التي طلبها سبط رأوبين وجاد من موسى في تقسيم المنطقة (سفر العدد 32). عادت المدينة إلى سيطرة الموآبيين كما تشير نبوات إشعياء (إشعياء 15: 2) وإرميا (إرميا 48: 1، 22). يذكر نقش ميشع (السطور 14-18) استيلاء الموآبيين على المدينة من بني إسرائيل. وبحسب القديس جيروم كان الصنم المقدس (كموش) يقع في نيبو.